# Jean-François Rageys
Jean-François Rageys, né le 22 décembre 1942 et mort le 9 mai 2011 à Marseille, est un journaliste et chef d'entreprise français, spécialisé dans la compétition automobile et notamment dans les rallyes. Il est le créateur de l'entité Promocourse, entreprise de communication et d'organisation événementielle dans le domaine du sport automobile.

## Biographie
Jean-François Rageys commence sa carrière de journaliste lors des débuts du magazine Sport Auto, créé par Jean Lucas et Gérard Crombac au cours de l'année 1961 (premier numéro publié en janvier 1962). Il en devient le spécialiste attitré pour les rallyes et présente de grands reportages sur les rallyes internationaux, contribuant ainsi à faire connaitre la discipline.
Plus tard, il crée l'entreprise Promocourse, qui agit dans le domaine des relations publiques et de la communication pour le sport automobile. A ce titre, Promocourse obtient des contrats de la SEITA pour organiser et développer des actions de parrainage d'écuries, notamment pour les équipes Ligier Gitanes en Formule 1 et Yamaha-Gauloises en Grands Prix motocyclistes.
Il lance aussi avec Promocourse une ligne de vêtements sportifs pour les équipes de compétition et pour le grand public, avec l'aide de Claude Furiet.
Promocourse s'occupe également de l'organisation et de la communication de rallyes français et internationaux, comme le Rallye du Maroc et de Côte d'Ivoire, ou de Grands Prix de Formule 1 et Grands Prix moto. L'agence prend aussi en charge l'organisation de salons de la voiture de course.
Promocourse est notamment l'organisateur du rallye Maroc Classic, ouvert aux voitures anciennes de collection, depuis 1993,.
Très lié au Maroc, Jean-François Rageys a habité successivement à Marrakech et Rabat lors de dernières années, puis est retourné en France s'installer à Puyloubier, en Provence.
Il meurt à l'hôpital des suites d'une septicémie post-opératoire, à Marseille, le 9 mai 2011.

## Vie privée
Jean-François Rageys était marié à Dominique, fille de Michel Legrand. Ils ont eu trois filles.

## Hommages
En 2013, l'Amicale Classic for Jean-François Rageys, un rallye automobile pour véhicules historiques, accompagné d'un concours d'élégance, est créé pour lui rendre hommage. 